# Tetraodontiformes

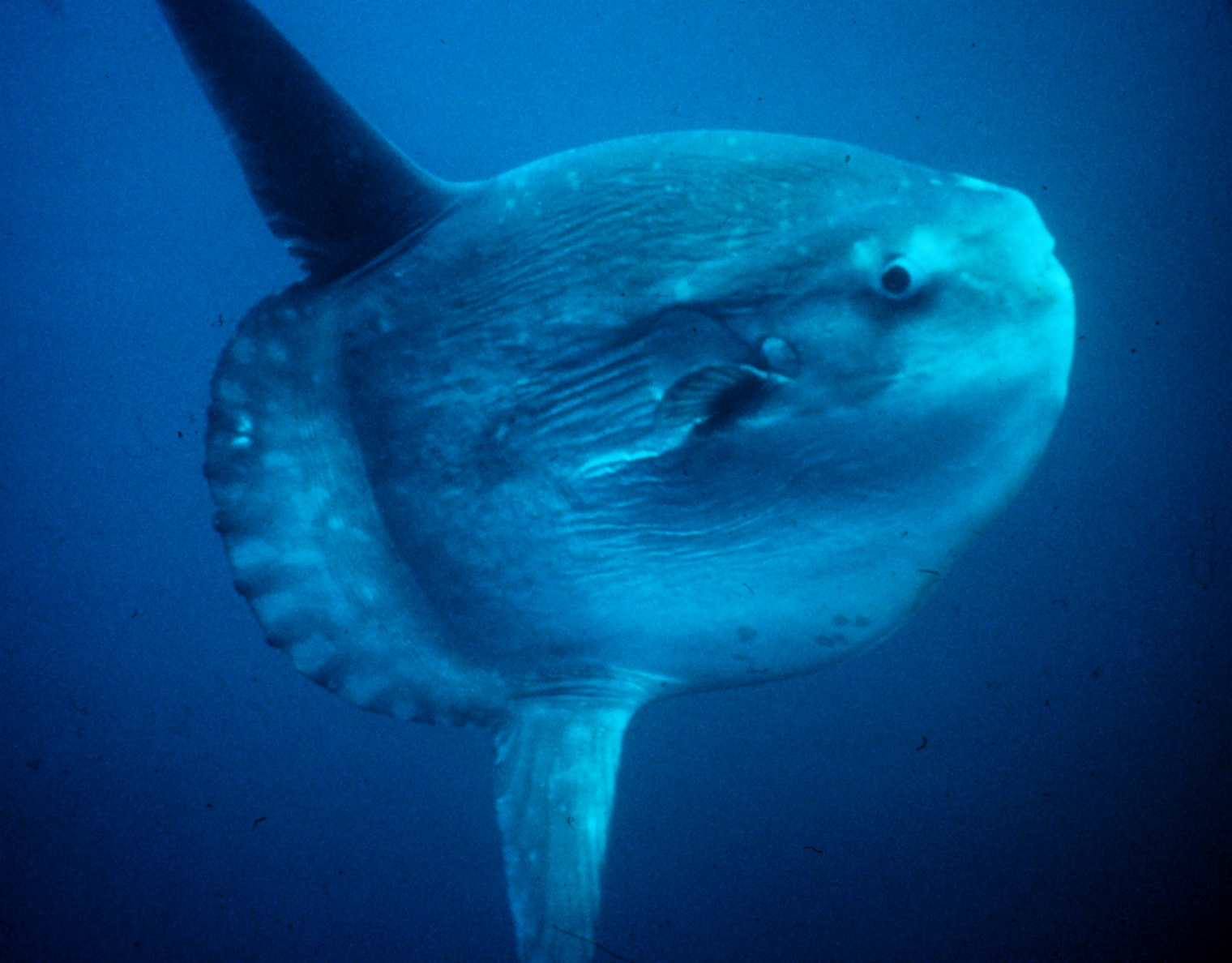
Mola mola (Pez luna).

Los tetraodontiformes, del griego clasico τετρα- (tetra-), "cuatro", y ὀδούς (odoús), "diente", son un orden de Actinopterygii, también llamados Plectognathi. A veces se clasifican como un  suborden de los Perciformes. Los Tetraodontiformes están representados por diez familias y aproximadamente 360 especies en total; la mayoría son marinas y se distribuyen alrededor de los arrecife de coral tropicales, pero se ha encontrado un puñado de especies en arroyos de agua dulce y estuarios. No se conocen sus parientes cercanos, y descienden de un linaje de especies de peces de arrecife que surgió hace 40 millones de años.

## Características físicas
Aquí se incluyen varias formas extrañas, todas ellas variaciones radicales del plan corporal típico de la mayoría de los peces. Esas formas van desde casi cuadrada o triangulas (Ostraciidae), globular (Tetraodontidae) a lateralmente comprimida (Monacanthidae). Son ostraciiformes, lo que significa que su cuerpo es inflexible, y su movimiento ondulatorio se limita a la aleta caudal. A causa de ello, su movimiento es lento y se basa en las aletas pectorales y caudal para la propulsión. Sin embargo, su movimiento es generalmente bastante preciso; las aletas dorsal y anal ayudan en las maniobras y estabilización. En la mayoría de las especies, todas sus aletas son sencillas, pequeñas y redondeadas.
La estrategia del tetraodontiforme parece ser defensiva a expensas de la velocidad, con todas las especies fortificadas con escamas modificadas en duras placas o espinas —estas últimas a veces retráctiles (Balistidae)— o con piel dura (los Monacanthidae y el pez luna). Otra estrategia defensiva que se encontró en los peces globo y peces erizo es la habilidad de inflar el cuerpo incrementando mucho su diámetro: esto se complementa con la succión de agua en un divertículo del estómago. Muchas especies de Tetraodontidae, Triodontidae y Diodontidae están más protegidas de la predación por la tetradotoxina, una potente neurotoxina concentrada en los órganos internos de estos animales.
Los tetraodontiformes tienen esqueletos altamente modificados, sin hueso nasal, parietal, infraorbital, o (generalmente) costillas inferiores. Los huesos de la mandíbula están modificados y fusionados en una especie de "pico"; hay suturas visibles que dividen los picos en "dientes". A esto alude su nombre, derivado de las palabras griegas tetra que significa "cuatro" y odous que significa "diente" y la Latina forma que significa "forma". Una forma de distinguir las familias similares es contar estos dientes. Por ejemplo, los Tetraodontidae ("cuatro dientes"), Triodontidae ("tres dientes"), y Diontidae ("dos dientes").
Sus mandíbulas cuentan con la ayuda de músculos poderosos, y muchas especies también tienen dientes faríngeos para procesar aún más las presas, porque los tetraodontiformes se alimentan principalmente de invertebrados, como crustáceos y mariscos.
Los Molidae son conspicuos incluso dentro de este extraño orden; carecen de vejigas natatorias y espinas, y son propulsados por sus aletas dorsal y anal muy altas. El pedúnculo caudal está ausente y la aleta caudal se reduce a una estructura rígida similar a un timón. Los molidos son pelágicos y se alimentan de invertebrados de cuerpo blando, especialmente medusas y salpas.

## Familias
Existen en este orden 10 familias agrupadas en dos subórdenes:
- Suborden Tetraodontoidei:
  - Aracanidae
  - Balistidae — Peces ballesta
  - Diodontidae — Peces erizo
  - Molidae — Peces luna y relacionados
  - Monacanthidae — Lijas
  - Ostraciidae — Peces cofre
  - Tetraodontidae — Peces globo
  - Triodontidae
- Suborden Triacanthoidei:
  - Triacanthidae — Peces triple-espina
  - Triacanthodidae — Cochis espinosos

## Familias fósiles
- †Bolcabalistidae
- †Cretatriacanthidae
- †Eoplectidae
- †Eospinidae
- †Moclaybalistidae
- †Plectocretacicidae
- †Protobalistidae
- †Protriacanthidae
- †Spinacanthidae